# Mako - Lo squalo della morte
Mako - Lo squalo della morte (Mako: The Jaws of Death) è un film thriller del 1976 diretto da William Grefe.

## Trama
Sonny Stein è un giovane sub piuttosto solitario che, dopo aver ricevuto uno speciale amuleto da uno stregone filippino, riesce a nuotare assieme agli squali senza venire attaccato. Stein instaura quindi un rapporto di grande amicizia con gli squali, impedendo non solo ai pescatori di cacciarli, ma cercando anche di cambiare l'opinione che generalmente le persone hanno riguardo a questi animali. Prima uno scienziato e poi il proprietario di un locale raggireranno Stein, convincendolo ad affidar loro i due esemplari di squalo che il giovane custodisce gelosamente sotto la propria palafitta. Una volta scoperto di essere stato ingannato, Stein perderà la testa, dando in pasto ai voraci squali i loschi individui che lo avevano raggirato.

## Curiosità
- Il film, ambientato e girato a Key West, in Florida, è uno fra i primi della nutrita serie di pellicole sugli squali nate sulla scia del successo del film Lo squalo del 1975.
- Nonostante il film si intitoli Mako, la quasi totalità degli squali sono squali tigre. Stesso discorso per il sottotitolo (lo squalo della morte) che sembrerebbe alludere ad una pellicola caratterizzata dalla presenza di squali assassini, mentre il film in realtà presenta questi animali come vittime della cattiveria e dello sfruttamento dell'uomo.